# Phyprosopus scita
Phyprosopus scita là một loài bướm đêm trong họ Erebidae.